# Institut für Theorie des Staates und des Rechts
Das Institut für Theorie des Staates und des Rechts (ITSR) war in der Deutschen Demokratischen Republik (DDR) ein außeruniversitäres Forschungsinstitut mit Sitz in Berlin-Mitte, das als Akademieinstitut zur Forschungsgemeinschaft der Akademie der Wissenschaften der DDR gehörte.

## Geschichte
Gegründet wurde das Institut am 31. Oktober 1972, als Direktor fungierte Wolfgang Weichelt. Dem ITSR gehörten 85 Mitarbeiter an, darunter 65 Wissenschaftler, die sich insbesondere mit Grundlagenforschung in den Rechtswissenschaften beschäftigten. Die politisch-ideologische Basis der Arbeit waren dabei die Ergebnisse der Babelsberger Konferenz von 1958, welche die marxistisch-leninistische geprägte Staats- und Rechtstheorie in der DDR bestimmten.
Als Vorläuferin des Instituts gilt die mit Wirkung vom 22. März 1967 an der Deutschen Akademie der Wissenschaften zu Berlin gebildete Arbeitsstelle für Rechtswissenschaft. Als Leitthema für deren Forschungsarbeit für die nächsten 5–8 Jahre wurde festgelegt: Methodologische Probleme der Rechtsbildung (Gesetzgebung) im Sozialismus. Ziel: die Ausarbeitung einer marxistischen Gesetzgebungstheorie. Zum Leiter der Arbeitsstelle wurde Hermann Klenner berufen. Bereits am 15. Oktober 1968 beschloss das Politbüro des ZK der SED die Arbeitsstelle für Rechtswissenschaft an der Akademie der Wissenschaften unter Leitung des Prof. Klenner aufzulösen. Anlass war eine von Klenner zur Publikation eingereichte Lehrbuch-Konzeption für eine „Rechtstheorie Sozialismus“ vom August 1968. Auf der eine Woche nach dem Politbüro-Beschluss stattfindenden Plenartagung des ZK der SED erklärte der Generalstaatsanwalt der DDR Josef Streit - bei zustimmenden Zwischenrufen von Walter Ulbricht und Margot Honecker - den Leiter der Akademie - Arbeitsstelle für Rechtswissenschaft zum „rückfälligen Revisionisten“, „demokratischen Sozialisten“, „Freund des Prager Frühlings“.
Strukturell gliederte sich das Institut in Bereiche für „Staats- und Verfassungstheorie“ (Leiter: Wolfgang Weichelt, Ordentliches Mitglied der Akademie der Wissenschaften der DDR), „Rechtstheorie“ (Leiter: Karl A. Mollnau), „Analyse und Kritik des bürgerlichen Staates und Rechts und der bürgerlichen Staats- und Rechtsideologie“ (Leiter: Karl Heinz Röder, Korrespondierendes Mitglied der Akademie der Wissenschaften der DDR), „Staats- und Rechtsgeschichte“ (Leiter: Karl-Heinz Schöneburg), „Staats- und rechtstheoretische Fragen der Wirtschaftsleitung“ (Leiter: Uwe-Jens Heuer, Korrespondierendes Mitglied der Akademie der Wissenschaften der DDR) sowie „Völkerrecht“ (Leiter: Bernhard Graefrath).
Ab 1975 führte das Institut eine Reihe von Symposien zur Rechtstheorie mit internationaler Beteiligung durch (Leiter: Karl A. Mollnau). Diese Symposien wurden vom Justizministerium der DDR mit Wohlwollen betrachtet, was sich u. a. darin ausdrückte, dass leitende Funktionäre dieses Ministeriums nicht selten Begrüßungsansprachen zur Eröffnung hielten und in der Debatte mitwirkten. Besonders bedeutsam war das 1988 durchgeführte Symposium. Unter dem schwerfällig anmutenden Thema: „Die Wechselwirkung zwischen Verfahrens- und materiellrechtlichen Regelungen als Effektivitätskomponente des sozialistischen Rechts“ verbarg sich u. a. die für die DDR-Machthabenden brisante Fragestellung nach einem rechtsstaatsgemäßen Verwaltungsverfahren und Verwaltungsverfahrensrecht. Das Institut inaugurierte und trug die im Akademie-Verlag erscheinende Schriftenreihe „Staats- und rechtstheoretische Studien“, von der bis 1988 neunzehn Titel erschienen.
Karl-Heinz Röder empfing am 22. August 1985 auf dessen Wunsch den stellvertretenden Leiter der Ständigen Vertretung der Bundesrepublik Deutschland und Leiter der Rechtsabteilung der Ständigen Vertretung in Ostberlin, Franz Jürgen Staab. Anlass des Besuches war das Erscheinen des von Röder herausgegebenen Buches „Das politische System der BRD“, welches in beiden deutschen Staaten von der Fachöffentlichkeit wohlwollende Besprechung fand. Gegenstand des Meinungsaustausches war hauptsächlich das Kapitel 9 des Buches, welches sich mit den Grundrechten im politischen System der Bundesrepublik befasst. Staab kritisierte, dass Grundrechte wie die Freizügigkeit hinsichtlich des Wohnsitzes und der Arbeitsstelle, die Reisefreiheit und die Meinungsfreiheit nicht erwähnt wurden, fügte jedoch hinzu, dass generell eine relativ positive Bewertung des Verfassungstextes durch Röder erfolge, dieser jedoch die Verfassungswirklichkeit kritisiere. Staab stimmte der Einschätzung des Buches zu, das das Fehlen sozialer Grundrechte wie das Recht auf Arbeit, ein Mangel des Grundgesetzes sei, stattdessen seien aber die individuellen Freiheitsrechte stark ausgebaut. Röder hätte es insbesondere unterlassen, den eigentlichen Sinn der Grundrechte als Abwehr- und Schutzrechte gegen den Staat dem DDR-Leser deutlich zu machen. Röder verwies darauf, dass er eben nicht bei der Wiedergabe des Verfassungstextes stehen bleiben wolle, sondern die sozialen und klassenmäßigen Grundlagen der Grundrechte und die Praxis ihrer Verwirklichung untersuche.
Uwe-Jens Heuer hielt am 25. April 1989 auf einer wissenschaftlichen Studentenkonferenz der Sektion Rechtswissenschaften der Humboldt-Universität im Kino Babylon vor 600 Studenten einen Vortrag zum Thema „Sozialistischer Rechtsstaat und Demokratie“. Die Studentendiskutierten anhand dieses Vortrages eine Vielzahl von Problemen zur Frage „Rechtsstaat in der DDR“. Der anwesende 1. Vizepräsident des Obersten Gerichts Werner Strasberg wollte gegen diese Diskussion einschreiten und erklärte den Studenten, sie sollten nur in die Praxis kommen, dann würden sie schon sehen, was notwendig sei. Die Studenten protestierten und verließen das Kino mit dem Ausruf „Es lebe Stalin“! Strasberg wandte sich sofort mit einer Beschwerde über Heuer und die Sektion Rechtswissenschaften an das ZK der SED. Heuer, der ausdrücklich erklärt hätte, dass das Gesetz eine politische Maßnahme sei und nicht Maß der Politik, hätte damit Unruhe und Missfallen verursacht.
Auf der letzten staats- und rechtswissenschaftlichen Konferenz der DDR, die vom 13.–15. September 1989 in Potsdam-Babelsberg stattfand, erklärte Karl-Heinz Schöneburg in seinem Arbeitskreisbericht, dass die Verfassungsverletzung in der DDR als ein Kavaliersdelikt angesehen werde. In seiner Zusammenfassung der Diskussion hieß es dann: „Das Verfassungsrechtsbewusstsein würde deformiert, wenn Verfassungsverletzungen ungeahndet bleiben oder als solche nicht erkannt und angesehen würden“. Schöneburg erklärte in Anspielung auf die von Karl Marx kritisierten Zustände in Preußen, dass die Zensur in der DDR schlimmer sei, als zu Marx` Zeiten. Dies führte dazu, dass diese Bemerkung einigen besonders linientreuen Konferenzteilnehmern „als Sache für den Staatsanwalt“ erschien. Im Februar 1990 schrieb der Parteisekretär des Instituts an die Antragskommission des außerordentlichen Parteitags der PDS und teilte mit, dass die Wahlversammlung der SED-Grundorganisation einstimmig beschlossen habe, man sei „dagegen, dass Genosse Gregor Schirmer den Vorsitz der Kommission für Wissenschaft und Bildung übernimmt. Er war an führender Stelle und über sehr viele Jahre im Apparat des ZK der SED an der Deformation der Wissenschaft, ihrer Unterordnung unter den Parteiapparat sowie an der ungesetzlichen Beschränkung des wissenschaftlichen Meinungsstreits beteiligt“. Trotz mancher abweichender Bewegungen zur Generallinie der SED und trotz einer allmählichen Hinwendung zu traditionellen Themen der Rechtsphilosophie blieb insbesondere Karl-Heinz Schöneburg – zusammen mit Karl August Mollnau – einer der wichtigsten Repräsentanten der offiziellen Lehre. In der Gesamtschau bleibt mithin festzuhalten, dass es „nicht die Professoren waren …, die den revolutionären Erneuerungsprozess mit einleiteten“.
In der Zeit der friedlichen Revolution in der DDR erfolgte Ende 1989 die Umbenennung in „Institut für Rechtswissenschaft“. Zum Direktor wurde im März 1990 Karl-Heinz Röder, zuvor stellvertretender Institutsdirektor und vorübergehend amtierender Institutsdirektor, zum Vorsitzenden des Wissenschaftsrates des Instituts wurde Uwe-Jens Heuer gewählt. Im gleichen Jahr wurde das Institut evaluiert und im Ergebnis zum Ende des Jahres 1991 aufgelöst. Am Institut hatte das 1974 an der Akademie der Wissenschaften gegründete Nationalkomitee für politische Wissenschaften der DDR (Vorsitzender: Karl-Heinz Röder) seinen Sitz. 1975 wurde das Nationalkomitee Kollektivmitglied der Internationalen Vereinigung für Politische Wissenschaft (IPSA).

## Veröffentlichungen (Auswahl)
- Autorenkollektiv (Hrsg. Institut für Theorie des Staates und des Rechts der Akademie der Wissenschaften der DDR):
  - Marxistisch-leninistische Staats- und Rechtstheorie. Lehrbuch, Staatsverlag, Ost-Berlin, 1975, 1980
- Wolfgang Weichelt:
  - Ist politischer Pluralismus im Sozialismus möglich?, in: Wochenpost 21/1981, Seite 16–17
- Wolfgang Weichelt (Hrsg.):
  - Verfassung der DDR: Dokumente. Kommentar. Staatsverlag, Ost-Berlin 1969
  - Der Staat im politischen System der DDR, Staatsverlag, Ost-Berlin 1986
- Karl A. Mollnau (Hrsg.):
  - Rechtshandbuch für den Bürger, Staatsverlag, Ost-Berlin 1985
- Karl A. Mollnau:
  - Selbstverständnis der Rechtswissenschaft und sozialistischer Rechtsstaat, Neue Justiz 1/1990, Seite 2 ff.
  - Die Rechtsstaatsproblematik in der Rechtswissenschaft der DDR, in: Jahrbuch zur Staats- und Verwaltungswissenschaft 1996, Heft 9, Seite 15–28
- Karl-Heinz Röder und Jörg Franke:
  - Political Science Research in the German Democratic Republic, in: GERMAN DEMOCRATIC REPUBLIC, International Handbook of Political Science, edited by William G. Andrews, Greenwood Press, Westport, Connecticut 1982, Seite 178ff.
- Karl-Heinz Röder:
  - The Perception of the United States in GDR Policy and Society: Preconditions and Possibilities  for a Dialogue, in: Studies in GDR Culture and Society, Hrsg. von Margy Gerber, New York: University Press of America, 1986, Seiten 31–36
  - Political Science in the German Democratic Republic, in: PS: Political Science and Politics, Washington, D.C., September 1989
- Karl-Heinz Schöneburg:
  - Hegel: Erbe und Tradition in der Staats- und Rechtstheorie, in: Staat und Recht 11/1981
  - Wolfgang Abendroth (1906–1985): Kein staats- und rechtstheoretischer Nekrolog, in: Staat und Recht 7/1987, Seite 571 ff.
  - Die Verfassungen der DDR von 1949, 1968/74 und 1990, in: Rechtswissenschaft der DDR. Problemfall oder Bereicherung der Vereinigung, Friedrich-Ebert-Stiftung, Potsdam 1995, Seite 21 ff.

- Karl-Heinz Schöneburg (Hrsg.):
  - Wahrheit und Wahrhaftigkeit in der Rechtsphilosophie, Akademieverlag, Ost-Berlin 1987
- Uwe-Jens Heuer
  - Noch einmal: Zum Leninschen Staatsbegriff, in: Staat und Recht 10/1988, Seite 860 ff.
- Uwe-Jens Heuer (Hrsg.):
  - Wirtschaftsrecht. Lehrbuch, Staatsverlag, Ost-Berlin 1985
  - Marxismus und Demokratie, Staatsverlag, Ost-Berlin 1989
- Bernhard Graefrath und Manfred Mohr
  - Völkerrechtliche und strafrechtliche Verantwortlichkeit für internationale Verbrechen, in: Staat und Recht 1/1986, Seite 29 ff.
- Bernhard Graefrath (Hrsg.):
  - Probleme des Völkerrechts, Staatsverlag, Ost-Berlin 1985
  - Menschenrechte und Kooperation, Staatsverlag, Ost-Berlin 1988
- Roswitha Svensson:
  - Rezension zu: D.A. Kerimow: Philosophische Probleme des Rechts. Verlag „Mysl“, Moskau 1972, in: Staat und Recht 5/1975, Seite 860 ff.
  - Was ist, soll und kann die Konkretisierung des sozialistischen Rechts?, in: Staat und Recht 10/1982, Seite 888 ff.
- Vera Schmidt: Freiheit in der sozialen Demokratie. 4. Rechtspolitischer Prozess der SPD vom 06.-08. Juni 1975 in Düsseldorf, in: Staat und Recht 11/1976, Seite 1222 ff.
- Angelika Zschiedrich: Entfaltung der Grundrechtsgarantien als Ausdruck der wachsenden Rolle der Arbeiterklasse bei der Gestaltung der entwickelten sozialistischen Gesellschaft, in: Staat und Recht 25/1976, Seite 580 ff.
- Axel Dost, Ekkehard Lieberam: Verteidigung des Lehrbuchs „Staatsrecht bürgerlicher Staaten“, in: Staat und Recht 28/1979, Seite 272 ff.
- Lothar Rüster: Juristische Aspekte des Komplexprogramms der Mitgliedsländer des RGW für den wissenschaftlich-technischen Fortschritt, in: Staat und Recht 7/1986, Seiten 530 ff.
- Axel Dost, Bernd Hölzer, Bärbel Weiß: Der politische Mechanismus der EG. Studien zum politischen System des Imperialismus, Band 4 (Hrsg.: Karl-Heinz Röder), Staatsverlag, Ostberlin 1986
- Gerd Quilitzsch/Dieter Segert/Rosemarie Will: Interessenwidersprüche und politisches System, Uwe-Jens Heuer zum 60. Geburtstag, in: Staat und Recht 8/1987, Seite 656 ff.
- Ekkehard Lieberam, Rolf Lämmerzahl: 200 Jahre USA-Verfassung – Geschichte und Gegenwart, in: Neue Justiz 1987, Heft 9, Seite 367 ff.
- Erich Fischer, Werner Künzel: Verfassungen deutscher Länder und Staaten. Von 1816 bis zur Gegenwart, Staatsverlag, Ostberlin 1989
- Erich Fischer: Verfassungen in der DDR, Nomos Verlagsgesellschaft, Baden-Baden 1990
- Uwe Ewald: Geschichte und Struktur des politischen Strafrechts der DDR bis 1968. Bemerkungen über das dazu 1980 erschienene Buch von Wolfgang Schuller, in: Neue Justiz 10/1990, Seite 420 ff.
- Horst Jürgen Fischer: Rechtssetzung und Gesetzgebung mit neuer Verfassung, in: spectrum 21 (1990)5, Seite 24–25.